# Костадин Попстоянов
Вижте пояснителната страница за други личности с името Костадин Попстоянов.
Костадин (Константин) Попстоянов, известен като Калиманцалията или Даскал Костадин, е български възрожденец, просветен деец, общественик, борец за църковна независимост.

## Биография
Роден е около 1836 година в село Калиманци, Мелнишко. Учителства в родното си село. Активно работи за преминаването на Мелнишка епархия под върховенството на Българската екзархия. През декември 1869 година участва в Народния събор в Гайтаниново, на който се отхвърля върховенството на Цариградската патриаршия. Член е на ръководството на Мелнишката българска община, а от 1878 година неин председател. През 1875 година участва в църковно-народния събор в Цариград. Към края на 1876 година по донос от патриаршисткото духовенство, заедно с други дейци за църковна независимост от епархията е хвърлен за три месеца в затвора в Сяр.
Костадин Калиманцалията е член на кадийското съдилище в Мелник. Ремонтира сградата на българското училище в Мелник с помощта на владиката Прокопий Мелнишки, по-видните правителствени чиновници в града и по-видните българи. Подпомага Стефан Веркович в събирането на български фолклорни материали.
През 1891 година Георги Стрезов пише за него:
| „ | ... даскал Константина - забележителен деец и подпора на българщината по цяло Мелничко. | “ |

Твърде любопитни са сведенията на Атанас Шопов, публикувани през 1893 година:
| „ | На Троицкия панаир се запознах аз и с даскал Константин Калиманцалията, известна личност по влиянието си в населението по ония места... Родолюбив българин е даскал Константин, който в новите времена е започнал да се подписва Константин Дакалов, но населението го знае и именува даскал Константин от Калиманци. Той владее много добре говоримия турски език, има известно доверие и влияние между местните турци, борави и в местните власти като член в мехкемето и меджлиса... Той е красноречив и доказателен в говорението си, има много и интересни сведения, които един пътник слуша с удоволствие. Много е съдействувал за възраждането на българщината в Мелнишко, за отваряние по селата училища, за ввождание славянския език в църквите и пр. Отварянието българско училище в Мелник нему се дължи. Той е имал доста влияние над покойния мелнишки владика Прокопий, комуто е бил и един от близките съветници. Видял е Цариград във време учреждавание Българската екзархия и възпоменанията си за това събитие разказва с възхищение. | “ |

Костадин Попстоянов е убит през 1900 година от гръцки андарти край село Калиманци. Баща е на революционера Илия Даскалов.